# Свирање виолине у Каустинену
Свирање виолине у Каустинену – традиција која је део финске традиционалне народне музике, која се гаји првенствено у комуни Каустинену и - у мањој мери - у комунама Ветели и Халсуа у Средишњој Остроботнији у западном делу Финске.
15. децембра 2021. године свирање виолине у Каустинену и пракса и средства изражавања у вези са тим уврштени су на Унескову Репрезентативну листу нематеријалног културног наслеђа  . Назив уноса на енглеском језику је Каустинен гуслање и сродне праксе и изрази, а на званичним језицима Финске: Каустизијаново свирање виолине и сродне праксе и изрази (на финском ) и Свирање гусла из Каустинена заједно са обичајима и изразима везаним за ово ( на шведском )  .

## Карактеристично
Традиција свирања виолине у области Каустинену датира из 19. или чак 18. века  и потиче из локалних свадбених ритуала  . Репертоар обухвата неколико стотина мелодија насталих на овим просторима, заснованих на свирању по слуху, које карактеришу синкопирани и акцентовани ритмови који се могу певати и плесати уз  . Главни, мада не и једини, музички инструмент који се користи у овој традицији је виолина, али се користе и контрабас, хармониј и кантела  .
Народна музика из Каустинена изводи се у различитим околностима - у приватним кућама, током јавних свечаности и прослава (укључујући венчања), на концертима и импровизацијама (Jam session), а пре свега током Фестивала у Каустинену који се одржава сваке године од 1968 , чиме је започела ренесанса финске народне музике не само у овом региону, већ и широм земље .
Уметници који изводе ову врсту музике често носе народне ношње. Становници Каустинена и околних општина, чак и ако сами нису практичари, углавном сматрају да је свирање локалне виолине важан елемент њиховог индивидуалног и колективног идентитета, који такође јача међугенерацијске везе. Значај традиције за локалну заједницу показује чак и лик виолине у Каустиненовом грбу  .

## Галерија
- Свирање виолине бенда Kaustisen purppuripelimannit и Konsta Jylhä током Каустиненског фестивала народне музике 1971.
- Фестивал народне музике Каустинен 2015.
- Фестивал народне музике Каустинен касних 1970-их или раних 1980-их.